# José Lázaro de la Garza y Ballesteros
José Lázaro de la Garza y Ballesteros (Ojo de Agua en Valle de Pilón, Nuevo León, 17 de diciembre de 1785 - Barcelona, España, 11 de marzo de 1862). Licenciado en Derecho Civil, doctor en Derecho Canónico. Obispo de Sonora, Arzobispo de México durante la Guerra de Reforma. Fue medio-hermano del primer gobernador constitucional del estado de Nuevo León, José María Parás.

## Familia y estudios
Nació el Valle de San Mateo del Pilón, Nuevo Reino de León, el 17 de diciembre de 1785, siendo hijo de don Antonio de la Garza y de la Garza, y de doña María Guadalupe de Ballesteros y González-Hidalgo, ambos pertenecientes a ilustres familias del norte de la Nueva España.
Ingresó al Seminario de Monterrey a la edad de trece años. Continuó sus estudios en el Seminario Tridentino en la Ciudad de México. En 1810 se graduó como abogado. Cinco años más tarde recibió su orden sacerdotal. En 1819 obtuvo el doctorado en Derecho Canónico. Fue nombrado vicerrector del Seminario, cura de Tepotzotlán y de la Palma y del Sagrario Metropolitano.

## Obispo en Sonora
El 31 de octubre de 1837 fue nombrado obispo de Sonora, comenzó la construcción del seminario de la diócesis. En 1847, redactó el opúsculo Bienes de la Iglesia. El documento contempla el origen de los bienes de la Iglesia, su administración, y las leyes sobre la materia conforme a la legislación mexicana de 1843.

## Leyes de Reforma en México
Siendo Arzobispo de México, se pronunció en contra de las Leyes de Reforma contenidas en la Constitución Federal de los Estados Unidos Mexicanos de 1857. En marzo de 1857, declaró durante un sermón, que las nuevas leyes eran "hostiles a la Iglesia". El 17 de abril, envió una circular a todos los sacerdotes de su diócesis "previniendo que no se absolviera sin previa retractación pública a los fieles que hubiesen jurado la constitución". Su postura fue escuchada por muchos empleados que se negaron a jurar la Carta Magna, quienes fueron destituidos de sus puestos por el gobierno mexicano. En diferentes partes del país, se realizaron diferentes pronunciamientos y levantamientos armados bajo el grito de "Religión y fueros".
En consecuencia, la sociedad mexicana quedó dividida en dos facciones. Los liberales que apoyaron las reformas a la Constitución y los conservadores que la detractaban apoyando al clero. Estalló la Guerra de Reforma en el territorio mexicano, estableciéndose dos gobiernos. Por una parte el Constitucional a cargo de Benito Juárez y el promulgado por una Junta del Partido Conservador bajo el mando de Félix María Zuloaga. El 23 de enero de 1858 el gobierno conservador quedó formalmente establecido, el gobierno liberal tuvo que escapar de la capital. El Arzobispo ofició una misa en la Catedral Metropolitana de la Ciudad de México y para celebrar el acontecimiento se cantó el Te Deum. El 12 de febrero De la Garza envió una carta al presidente interino Zuloaga para congratular a su gobierno de forma oficial y brindarle su apoyo.

## Guerra de Reforma
Durante el desarrollo de la guerra, el gobierno de Benito Juárez se mantuvo errante. Durante su estancia en San Juan de Ulúa, Veracruz se hicieron oficiales las Leyes de Reforma que habían dado origen a la disputa entre liberales y conservadores. El arzobispo Lázaro de la Garza, escribió cinco cartas pastorales dirigidas a los fieles y al clero.
La Primera carta pastoral fechada el 29 de julio de 1859 denunció el nulo valor de los decretos de Juárez bajo el punto de vista de rechazar su autoridad legítima. Juárez había declarado que el clero había promovido el Plan de Tacubaya en diciembre de 1857, el cual había desencadenado el golpe de Estado al gobierno de Ignacio Comonfort. En la carta, el arzobispo calificó de injurias, las declaraciones del presidente, acusándolo a su vez de promover la persecución de la Iglesia católica.
La Segunda carta pastoral fue redactada el 5 de agosto de 1859. El documento se refiere al análisis de la ley de desafuero eclesiástico. La ley había sido reprobada con anterioridad por el papa Pío IX el 15 de diciembre de 1856. El punto de vista establecido por el arzobispo fue la indefinición de que tipos de negocios habían de ser considerados de índole eclesiástico. Argumentó que la Iglesia no podía depender del poder civil, ya que solo a ésta le correspondía el nombrar ministros, predicar el evangelio y la administración de sacramentos. De tal suerte que los matrimonios realizados por el Registro Civil no tendrían validez, ya que de acuerdo al Concilio de Trento solamente la Iglesia podía ejercer este sacramento.
La Tercera carta pastoral fue fechada el 12 de agosto de 1859. En el documento reclamó la intromisión del Estado que contemplaba el artículo 123 de la Constitución: "corresponde exclusivamente a los poderes generales, ejercer en materia de culto religioso y disciplina externa la intervención que designen las leyes". Argumentó que era la voluntad del pueblo católico rechazar esta posición, y que Juárez iba en contra de esta postura. Nuevamente manifestó que Juárez carecía de representación legítima y autoridad para expedir leyes.
La Cuarta carta pastoral fue emitida el 19 de agosto de 1859. El arzobispo denunció la intromisión de Juárez en las corporaciones regulares, por haber ordenado la extinción de cofradías y cierre de noviciados religiosos. Juárez había declarado que pasarían a formar parte de la nación los bienes raíces administrados por el clero secular y regular.
La Quinta carta pastoral se dio a conocer el 7 de septiembre de 1859. En ella, el arzobispo se pronunció en contra de la Ley del 11 de abril de 1857, referida a las obvenciones parroquiales. Denunció que la enajenación realizada por el gobierno contra los bienes eclesiásticos fue con un precio más bajo al valor real de los mismos. Pidió de nueva cuenta hacer llegar a los feligreses la circular emitida el 17 de abril.

## Destierro y muerte
El 1 de enero de 1861 el ejército liberal entró en la Ciudad de México. Juárez y su gabinete arribaron diez días más tarde. De inmediato, Juárez expidió un manifiesto dirigido a la Nación, en donde declaró su política liberal y reformadora. La separación entre la Iglesia y el Estado fue oficialmente establecida. Al día siguiente, el ministro de Relaciones Melchor Ocampo solicitó formalmente a los representantes de España, la Santa Sede, Ecuador y Guatemala abandonar el país, por haber favorecido a la administración del gobierno del Partido Conservador. Cinco días más tarde, se giró la orden de destierro para el arzobispo Lázaro de la Garza junto con cuatro obispos más, entre ellos, el Obispo de Oaxaca José María Covarrubias y Mejía.
De la Garza se trasladó a Guanabacoa, Cuba. Fue llamado por el papa para asistir a Roma, pero durante su trayecto, murió el 11 de marzo de 1862 en Barcelona. La noticia de su fallecimiento se conoció en México hasta el 29 de abril por medio de una carta fechada el 18 de marzo por el canónigo Salvador Zedillo.